# Periodici fascisti
Durante il fascismo in Italia, vi fu una pubblicistica apertamente schierata con il fascismo, ad opera di dirigenti del Partito Nazionale Fascista o di giornalisti fiancheggiatori del regime. Molte furono le riviste, mentre il quotidiano principale fu Il Popolo d'Italia, fondato dal Duce stesso.

## Ventennio

### Giornali
- Il Popolo d'Italia (15 novembre 1914), fondatore Benito Mussolini
- Corriere Italiano (1923-24), fondatore Aldo Finzi, direttore Filippo Filippelli
- La Fiamma Nazionale (1919) (dal 1923 La Fiamma), fondatore Alfredo Cucco
- Idea Nazionale, settimanale poi quotidiano (nel dicembre 1925 assorbito da La Tribuna) di Roberto Forges Davanzati
- Il Popolo di Trieste (1920), fondatore Francesco Giunta
- Le Fiamme (maggio 1920), fondatore Giuseppe Bottai
- Italia nuova (luglio 1920), fondatore Pietro Marsich
- L'Assalto, settimanale di Bologna (18 novembre 1920), fondatore Nanni Leone Castelli
- Giovinezza (dicembre 1920), fondatore Luigi Freddi
- L'idea fascista (1921), fondatore Barbato Gattelli
- La Scure (26 febbraio 1921), fondatore Bernardo Barbiellini Amidei
- I Vespri, settimanale laziale (aprile 1921)
- Sassaiola fiorentina, settimanale (1921), fondatore Amerigo Dumini
- Audacia, settimanale (1921), fondatore Edoardo Malusardi
- Nuovo Araldo, di Gallarate (24 ottobre 1922), fondatore Carlo Ravasio
- Cremona nuova (in seguito rinominato Regime fascista) (1 marzo 1922), fondatore Roberto Farinacci
- L'Impero, stampato a Roma (1923), fondatori Mario Carli ed Emilio Settimelli
- Il Mezzogiorno, quotidiano (1923), fondatore Giovanni Preziosi
- Giovinezza, 1924, fondatore Asvero Gravelli
- Il Pattuglione, stampato a Firenze (1924), Umberto Banchelli
- Il Tevere , quotidiano di Roma (1924), di Telesio Interlandi
- Il Tricolore, settimanale (1927), Augusto Turati
- Ottobre (1928), fondatore Asveroglio Gravegli
- Il secolo fascista (1930), fondatore e direttore Giuseppe A. Fanelli
- La Vedetta Fascista, quotidiano vicentino, direttore Arturo Novello
- Il Popolo di Sicilia, quotidiano (1931), fondatore Gennaro Villelli
- Il Popolo di Roma, quotidiano (1925), nato in sostituzione dell'edizione romana del Popolo d'Italia; primo direttore Paolo De Cristofaro
- Il Popolo toscano, quotidiano lucchese, direttore Carlo Scorza

### Riviste
- Augustea, quindicinale (1925-1943), direttori Franco Ciarlantini, Antonio Lezza, Ottavio Dinale
- Il Pettine , settimanale satirico (1 aprile 1919) (da marzo 1920 rinominato Il Sonaglio), fondatore Enrico Portino
- Gerarchia, rivista (25 gennaio 1922), fondatore Benito Mussolini
- Critica fascista, (1923-1943), fondatore Giuseppe Bottai
- Roma fascista, settimanale del Fascio romano e dal 1935 del GUF (1924-1943), con direzione in Palazzo Braschi; ebbe come collaboratori Eugenio Scalfari, Vittorio Zincone, Mario Alicata e Giuliano Vassalli
- Civiltà Fascista, mensile organo dell'Istituto Nazionale Fascista di Cultura (1934 - 1943); ospitò, tra gli altri, gli scritti di Giovanni Gentile, Telesio Interlandi, Indro Montanelli
- Il Selvaggio, rivista (13 luglio 1924), fondatore Angiolo Bencini
- L'Italiano, rivista (1926), fondatore Leo Longanesi
- Lo Stato (1930), fondatore Carlo Costamagna
- La Squilla, settimanale (trasformata il 5 gennaio 1920 in La voce del popolo sovrano), direttore Roberto Farinacci[1]
- Dedalo, rivista di arte e cultura (1921-1933), direttore Ugo Ojetti
- Le Grandi Firme, quindicinale di novelle (1924-1939), fondatore e direttore Pitigrilli
- L'Illustrazione Fascista, Settimanale del Popolo d'Italia, fondatore e direttore Arnaldo Mussolini (1928-1931)
- Il Bargello, rivista (1929), fondatore Alessandro Pavolini
- Pégaso, rivista di lettere e arte (1929/1933), fondatore Ugo Ojetti
- L'Universale, rivista dei GUF (1931/1935), fondatore Berto Ricci
- Pan, rivista di lettere, arte e musica (1933/1935), fondatore Ugo Ojetti
- Quadrivio, settimanale (1933-1941), direttore Telesio Interlandi; ospitò gli esordi letterari di Francesco Jovine, Carlo Bernari, Alberto Moravia, Antonio Piromalli, Ennio Flaiano[2]
- Architrave, foglio mensile di politica, letteratura ed arte del "GUF" di Bologna (1940/1942)
- Primato, rivista quindicinale di lettere e arte (1940/1943), fondatore Giuseppe Bottai
- Marc'Aurelio (1931-1943)
- La difesa della razza (1938-1943)
- Omnibus, settimanale (1937-1939)
- La vita italiana, mensile, direttore Giovanni Preziosi - raccolta digitalizzata (annate dal 1915 al 1943)
- Il versuro, mensile dell'Unione provinciale fascista dei lavoratori dell'agricoltura di Ferrara (giugno 1939 - maggio 1943)
- L'ordine fascista, rivista mensile (1921)
- Italia Fascista, illustrazione mensile della Nuova Italia - Direttori Leo d'Alba e Lori Mangano; Arti Grafiche F.lli Palombi, Roma (1934);
- La Stirpe, rivista mensile delle Corporazioni Fasciste, direttore Edmondo Rossoni (1923-1940)
- Gioventù fascista, settimanale, poi decadale ed infine quindicinale (1931-1936)
- Tempo di Mussolini, Milano (1935-1944), direttore Alfredo Acito

## RSI
- Corrispondenza Repubblicana (ottobre 1943-aprile 1945)
- La Repubblica Fascista, fondata a Milano da Carlo Borsani (gennaio 1944-aprile 1945)
- Il Regime Fascista, Cremona, (novembre 1943-aprile 1945)
- Il Popolo Vicentino (ottobre 1943-aprile 1945) direttore Angelo Berenzi
- Il Lavoro (febbraio-aprile 1945)
- L'Italia del Popolo (marzo-aprile 1945)
- L'Italia Repubblicana Trieste
- Sveglia!, (agosto 1944- aprile 1945)
- Italia e Civiltà, Firenze, (gennaio-giugno 1944)
- La Cambusa, (settembre 1943-gennaio 1945), organo ufficiale della Xª Flottiglia MAS fu diretta da Pasca Piredda
- L'Orizzonte, (gennaio 1945), organo ufficiale della Xª Flottiglia MAS fu diretto da Bruno Spampanato
- Che l'Inse! settimanale genovese diretto da Davide Sega per il partito fascista e poi per la Brigata nera[3].